# Walther Jaensch
Walther Rudolf Jaensch, född 5 april 1889 i Breslau, död 1 april 1950 i Berlin, var en tysk läkare och rasteoretiker. Han är mest känd som medarbetare till sin bror Erich Rudolf Jaensch.
Jaensch blev föreståndare för institutionen för konstitutionsforskning vid Berlins universitet 1933 och professor 1934. Han beskrev bland annat konstitutionstyperna men hans resultat har vid senare granskningar avfärdats.
Jaensch var medlem i NSDAP och SS-officer.